# Йегер, Бернд
Бернд Йегер (родился 18 ноября 1951 года в городе Кахла) — бывший немецкий гимнаст, участник 1976 летних Олимпийских игр 1976 года.

## Спортивные достижения
Бернд Йегер был призёром летних Олимпийских игр 1976 года в Монреале в составе команды Германской Демократической Республики, завоевав бронзовую медаль в командном многоборье. Его лучшим результатом в индивидуальных соревнованиях на этих Олимпийских играх было четвёртое место в соревнованиях на брусьях.
В 1974 году на чемпионате мира в Варне, соревнуясь на турнике, он впервые исполнил упражнение, позже названное как Jägersalto. Этот элемент Йегер выполнял и после его развития спортсменами Эберхардом Гингером, Стояном Делчевым.
Йегер был чемпионом ГДР в многоборье на чемпионате страны 1975 года. В 1973 и 1975 годах — чемпион страны в соревнованиях на турнике, в 1974 и 1975 годах — в соревнованиях на брусьях.
Оставив спорт, Бернд работал в менеджером. С 1997 по 2000 год работал тренером финской национальной сборной. Его подопечный Яни Тансканен (Jani Tanskanen) завоевывал в 1997 году титул чемпиона мира на перекладине. С марта 2001 года тренировал гимнасток спортивного клуба VT Rinteln.